# Sân bay Yakutsk
Sân bay Yakutsk (tiếng Nga: Аэропорт Якутск) (IATA: YKS, ICAO: UEEE) là một sân bay ở Yakutsk, Nga. Sân bay này có hai đường băng và có thể phục vụ 700 lượt khách mỗi giờ
Đây là trung tâm của các hãng hàng không khu vực như Yakutia Airlines và Sakha Avia.
Sân bay này được khởi công năm 1931 và đã được sử dụng cho máy bay Mỹ tạm dừng để bay qua châu Âu trong đệ nhị thế chiến. Nhà ga quốc tế hiện nay được xây dựng năm 1996.

## Các hãng hàng không và các điểm đến
Đây là một danh sách không đầy đủ
- Domodedovo Airlines (Moskva-Domodedovo)
- KrasAir (Irkutsk, Krasnoyarsk)
- S7 Airlines (Novosibirsk)
- Yakutia Airlines (Blagoveschensk, Cherskiy, Cáp Nhĩ Tân, Irkutsk, Khabarovsk, Krasnodar, Magadan, Moskva-Vnukovo, Neryungri, Novosibirsk, Omsk, Sankt-Peterburg, Seoul-Incheon, Vladivostok)